# Южная Ягъю
Южная Ягъю (устар. Южная Яг-Ю) — река в России, протекает в Республике Коми. Устье реки находится в 4 км по правому берегу реки Ягъю. Длина реки составляет 12 км. Берёт начало в болоте Керканюр. Сливаясь с рекой Северная Ягъю образует Ягъю.

## Данные водного реестра
По данным государственного водного реестра России относится к Двинско-Печорскому бассейновому округу, водохозяйственный участок реки — Вычегда от истока до города Сыктывкар, речной подбассейн реки — Вычегда. Речной бассейн реки — Северная Двина.
Код объекта в государственном водном реестре — 03020200112103000018471.